# ویلو شولز، شهرستان لی، کنتاکی
ویلو شولز (به انگلیسی: Willow Shoals) یک منطقهٔ مسکونی در ایالات متحده آمریکا است که در شهرستان لی، کنتاکی واقع شده‌است. ویلو شولز ۷ نفر جمعیت دارد و ۲۰۶٫۹۶ متر بالاتر از سطح دریا واقع شده‌است.